# Sen o Warszawie (album)
Sen o Warszawie – album Czesława Niemena wydany w roku 1995, zawierający utwory z wcześniejszych singli artysty, m.in. wydany po raz pierwszy w 1966 r. utwór, „Sen o Warszawie”, od którego tytułu pochodzi nazwa całej płyty.

## Utwory
Źródło:.
1. „Adieu Tristesse”
2. „El soldado”
3. „Teach Me How to Twist”
4. „Locomotion”
5. „Tylko nie mów mi o tym”
6. „Wiem, że nie wrócisz”
7. „Czy mnie jeszcze pamiętasz?”
8. „Czas jak rzeka”
9. „Jak można wierzyć tylko słowom”
10. „Ach jakie oczy”
11. „Ptaki śpiewają – kocham”
12. „Nie bądź taki Bitels”
13. „Zabawa w ciuciubabkę”
14. „Hippy Hippy Shake”
15. „Stoję w oknie”
16. „Jeszcze sen”
17. „Czy wiesz o tym że”
18. „Sen o Warszawie”
19. „Być może i ty”
20. „Hej dziewczyno hej”